# المحرس (الشعر)

تعديل مصدري - تعديل

المحرس هي إحدى قرى عزلة الوسط بمديرية الشعر التابعة لمحافظة إب، بلغ تعداد سكانها 64 نسمة حسب تعداد اليمن لعام 2004.